# Carola Brückner
Carola Brückner (* 12. September 1962 in Göttingen) ist eine deutsche Politikerin (SPD) und ist seit März 2023 Bezirksstadträtin sowie stellvertretende Bezirksbürgermeisterin im Berliner Bezirk Spandau. Zuvor war sie seit November 2021 Bezirksbürgermeisterin.

## Leben
Brückner stammt aus einer niedersächsischen Arbeiterfamilie. Nach ihrem Abitur studierte sie Geschichte, Germanistik und Kunstgeschichte an der Georg-August-Universität Göttingen. Sie ist Historikerin und erlangte den Doktorgrad der Philosophie.
Von 2000 bis 2005 war sie Büroleiterin der SPD-Bundesschatzmeisterin Inge Wettig-Danielmeier. Im Anschluss wechselte Brückner an das Bundesministerium für Arbeit und Soziales, wo sie im Grundsatzreferat für die Gleichstellung von Menschen mit Beeinträchtigungen tätig war.
Zwischen 2008 und 2009 leitete sie während des Bundestagswahlkampfes das Büro des damaligen SPD-Bundesgeschäftsführers Kajo Wasserhövel.
Sie lebt in Berlin-Kladow.

## Politik
Carola Brückner ist Mitglied der SPD Berlin. In der Abteilung Gatow/Kladow ist sie Co-Vorsitzende und zudem stellvertretende Kreisvorsitzende der SPD Spandau.
Im Herbst 2017 zog sie erstmals in die Bezirksverordnetenversammlung von Berlin-Spandau ein und war dort Mitglied des Ausschusses für Bildung und Inklusion.

### Bezirksbürgermeisterin (2021–2023)
Nachdem der bisherige Amtsinhaber Helmut Kleebank erklärte, nicht erneut zu kandidieren, wurde Brückner im Februar 2021 durch die Kreisdelegiertenkonferenz der Spandauer SPD für die Wahlen im September 2021 als Kandidatin für das Amt der Bezirksbürgermeisterin nominiert.
Nach den später als ungültig erklärten Wahlen 2021 stellte die SPD zunächst die stärkste Fraktion in der Bezirksverordnetenversammlung. Am 4. November 2021 wurde Carola Brückner als erste Frau zur Spandauer Bezirksbürgermeisterin gewählt. Zugleich übernahm sie die Ressorts Finanzen, Wirtschaft, Gebäude und Personal.
Bei der Wiederholungswahl 2023 verlor die SPD in Spandau im Verhältnis zur letzten gültigen Wahl 2016 knapp 10 % der Stimmen und erhielt nur noch 14 der 55 Sitze in der Bezirksverordnetenversammlungen. Die CDU wurde mit einem Zugewinn von 13,7 % der Stimmen stärkste Partei und wurde mit 23 Sitzen stärkste Fraktion.
Am 29. März 2023 wählte die Bezirksverordnetenversammlung den CDU-Politiker Frank Bewig zum neuen Bezirksbürgermeister. Brückner wiederum wurde zu dessen Stellvertreterin und Bezirksstadträtin für Bildung, Kultur, Sport und Facility Management gewählt.